# Cañada de Soto
Cañada de Soto är en ort i Mexiko.   Den ligger i kommunen Purísima del Rincón och delstaten Guanajuato, i den centrala delen av landet, 300 km nordväst om huvudstaden Mexico City. Cañada de Soto ligger 1 825 meter över havet och antalet invånare är 746.
Terrängen runt Cañada de Soto är huvudsakligen platt, men norrut är den kuperad. Runt Cañada de Soto är det mycket tätbefolkat, med 1 313 invånare per kvadratkilometer. Närmaste större samhälle är León de los Aldama, 16,6 km nordost om Cañada de Soto. Trakten runt Cañada de Soto består till största delen av jordbruksmark.